# Crevant-Laveine
Crevant-Laveine é uma comuna francesa na região administrativa de Auvérnia-Ródano-Alpes, no departamento Puy-de-Dôme. Estende-se por uma área de 19,59 km². Em 2010 a comuna tinha 978 habitantes (densidade: 49,9 hab./km²).